# Ramón Peraza
Pour les articles homonymes, voir Peraza.
Ramón Peraza est l'une des quatre divisions territoriales et statistiques dont l'une des trois paroisses civiles de la municipalité de Páez dans l'État de Portuguesa. Sa capitale est Mijagüito.